# Rhacocleis buchichii
Rhacocleis buchichii is een rechtvleugelig insect uit de familie sabelsprinkhanen (Tettigoniidae). De wetenschappelijke naam van deze soort is voor het eerst geldig gepubliceerd in 1874 door Herman.
1. ↑  (en) Rhacocleis buchichii op de IUCN Red List of Threatened Species.